# Николаевка (Хакасия)
Николаевка — посёлок в западной части Аскизского района Хакасии, находится в 166 км от райцентра — села Аскиз.
Расположен на реке Балыкса. Население — 36 чел. (01.01.2004), в том числе шорцы, хакасы.

## Население
| 2002 | 2010 |
| ---- | ---- |
| 37   | ↗40  |